# Bertha Benz Memorial Route
La Bertha Benz Memorial Route è una strada turistica in un contesto storico-culturale. Essa consente oggi a ognuno di percorrere lo stesso tragitto che scelse Bertha Benz nel 1888 per il primo lungo viaggio automobilistico della storia.
Il 25 febbraio 2008 è stata approvata ufficialmente dal presidente del distretto governativo di Karlsruhe come strada turistica, un monumento dinamico lungo 194 chilometri, che riflette la storia industriale tedesca. La Bertha Benz Memorial Route è associata nell'ERIH (European Route of Industrial Heritage e.V.).

## Storia

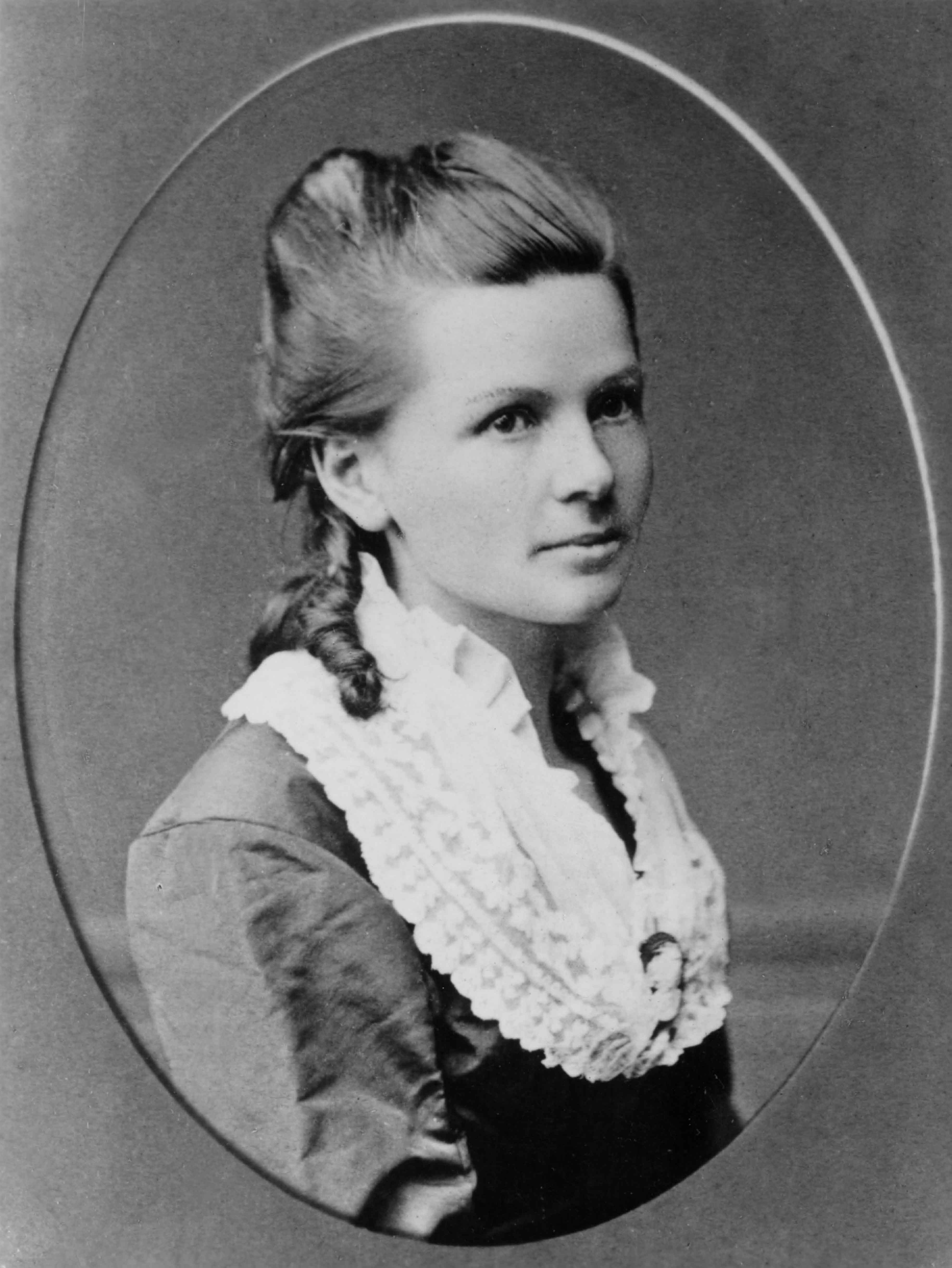
Cäcilie Bertha Benz

Nel 1886 Karl Benz, nato a Karlsruhe, inventò a Mannheim l'automobile (brevetto del Reich 37435 del 29 gennaio 1886), che però all'inizio non rappresentava certo un successo economico.
All'inizio dell'agosto 1888 sua moglie Bertha dimostrò con il suo viaggio clandestino, effettuato a bordo del Benz Patent Motorwagen Nr. 3 da Mannheim sino alla sua città natale Pforzheim e viceversa, l'idoneità a spostamenti anche di notevole ampiezza, della carrozza senza cavalli, che alla fine procurò all'automobile il suo grande successo.

## Percorso
L'andata conduce in direzione sud per circa 104 chilometri da Mannheim a Pforzheim attraversando:
Mannheim, Mannheim-Feudenheim, Ilvesheim, Ladenburg, Schriesheim, Dossenheim, Heidelberg, Leimen, Nußloch, Wiesloch, Mingolsheim, Langenbrücken, Stettfeld, Ubstadt, Bruchsal, Untergrombach, Weingarten, Karlsruhe-Grötzingen, Berghausen, Söllingen, Kleinsteinbach, Wilferdingen, Königsbach, Stein, Eisingen, Pforzheim.
Il ritorno percorre un tragitto alternativo in direzione nord da Pforzheim a Mannheim di 90 chilometri attraversando:
Pforzheim, Bauschlott, Bretten, Gondelsheim, Helmsheim, Heidelsheim, Bruchsal, Forst, Hambrücken, Wiesental, Kirrlach, Reilingen, Hockenheim, Talhaus, Ketsch, Schwetzingen, Mannheim-Friedrichsfeld, Mannheim-Seckenheim, Mannheim.
Il percorso ha un'altimetria tra 89 e 359 m s.l.m..

## Paesaggio
Il tragitto autentico di Bertha Benz, che non collega solo i luoghi originali del suo viaggio, si svolge attraverso la regione vinicola del Baden.
Questo itinerario di cultura industriale, segue nell'ambito della Fossa Renana diverse strade romane, fra l'altro la Bergstraße, che costeggia l'Odenwald e il Kraichgau, per svoltare poco prima di Karlsruhe in direzione Pforzheim nel nord della Foresta Nera.
Il ritorno porta attraverso il Kraichgau, di nuovo per la Fossa Renana, questa volta seguendo il Reno in direzione della città di partenza e arrivo a Mannheim.

## Attrattive
- Mannheim: Castello del principe elettore di Mannheim, Parco di Luisa, Il serbatoio d'acqua di Mannheim
- Ladenburg: Museo Dr. Carl Benz[3], Residenza della famiglia Benz, Centro storico
- Heidelberg: Castello di Heidelberg, Centro storico di Heidelberg, Ponte antico
- Wiesloch: Stadt-Apotheke - il primo distributore di benzina del mondo, dove Bertha e i due figli Eugen e Richard, acquistarono il carburante che allora era in vendita solo presso le farmacie.
- Bruchsal: Castello di Bruchsal
- Pforzheim: Museo dei gioielli, l'Industriehaus un viaggio nel mondo dei gioielli
- Bretten: La casa natale di Filippo Melantone. Nelle vicinanze si trova il Monastero di Maulbronn (Patrimonio dell'umanità dell'UNESCO), che conta tra i suoi alunni tra gli altri: Johannes Kepler, Friedrich Hölderlin, Hermann Hesse
- Hockenheim: Museo delle corse Hockenheimring, Hockenheimring
- Schwetzingen: Castello di Schwetzingen

## Galleria d'immagini

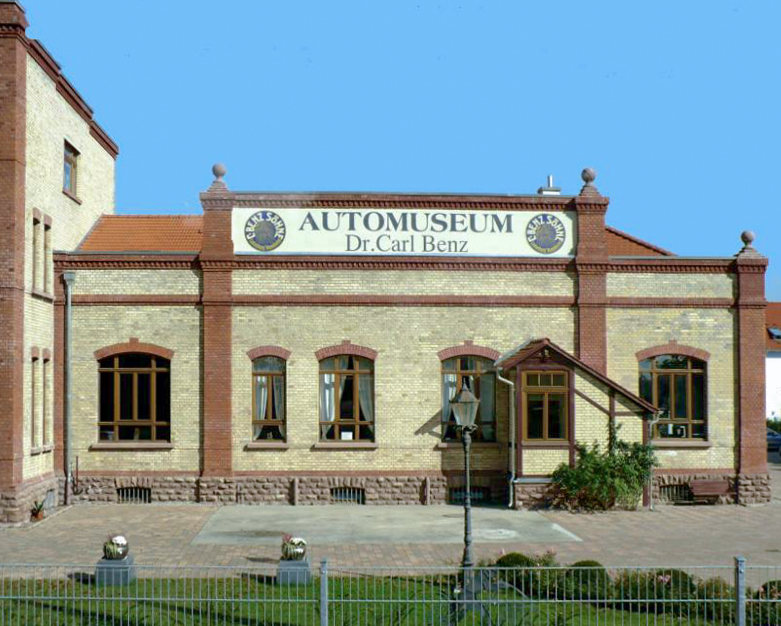
Museo Dr. Carl Benz a Ladenburg
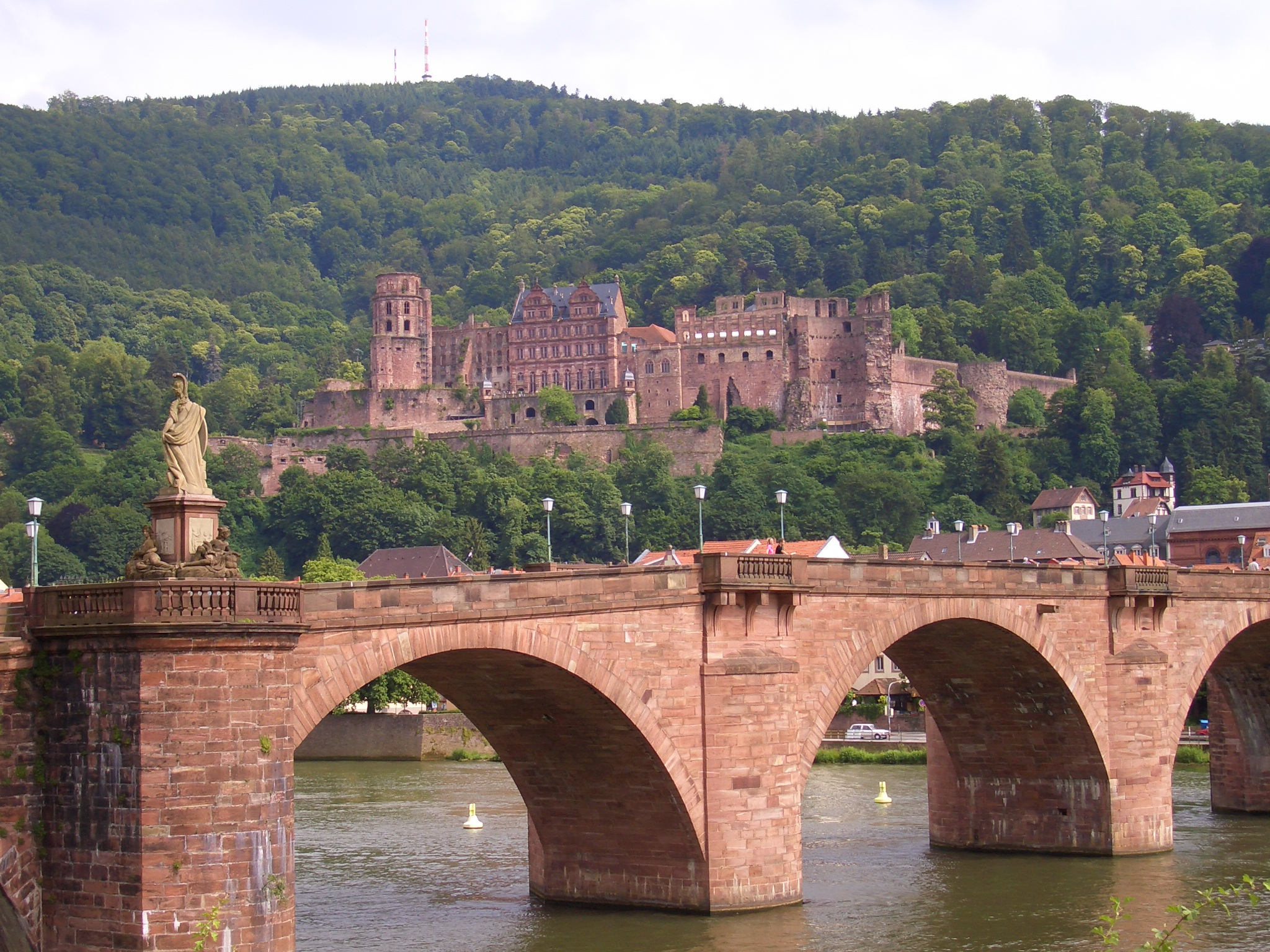
Castello di Heidelberg con lo storico ponte
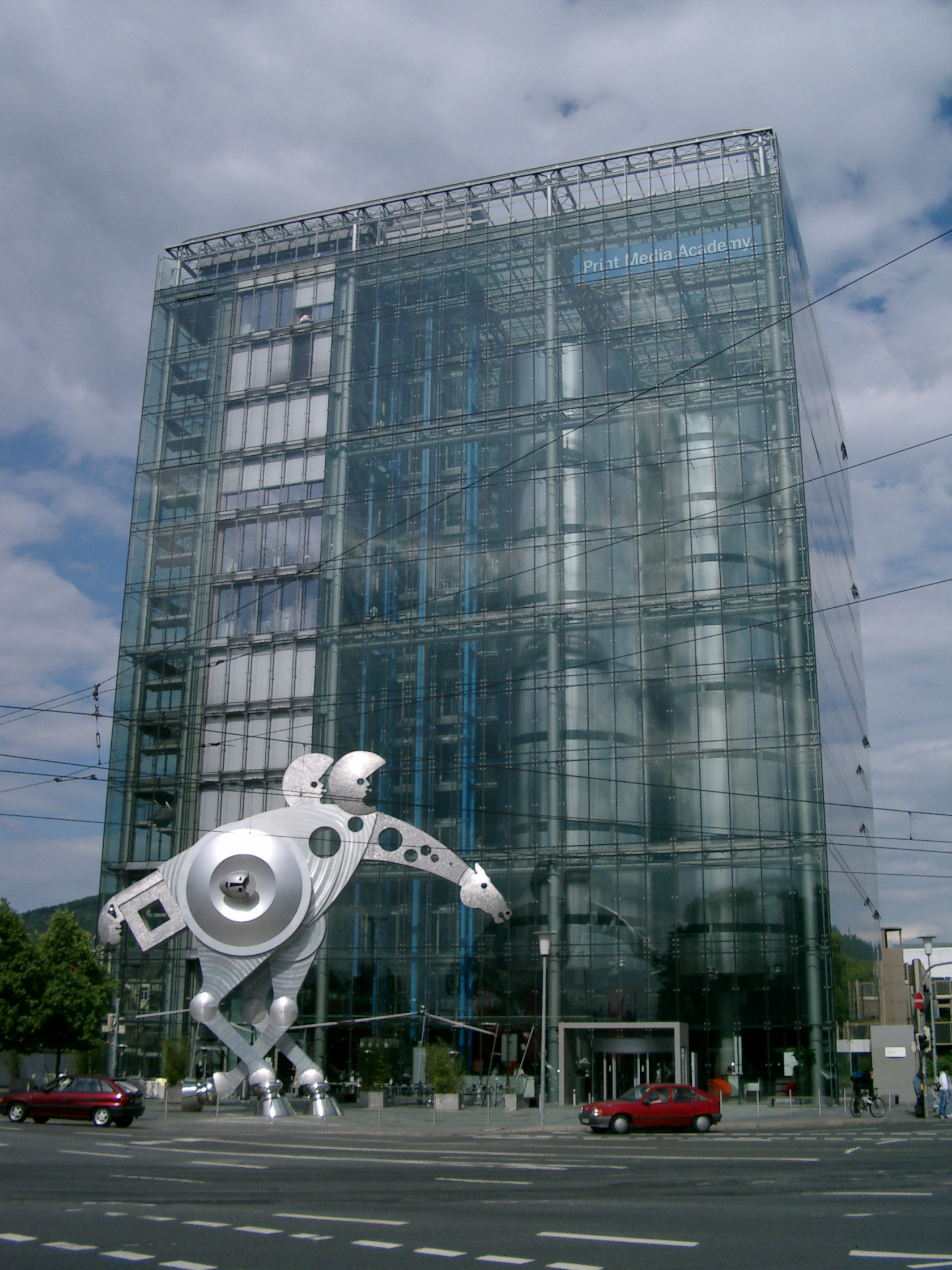
Heidelberger Druckmaschinen
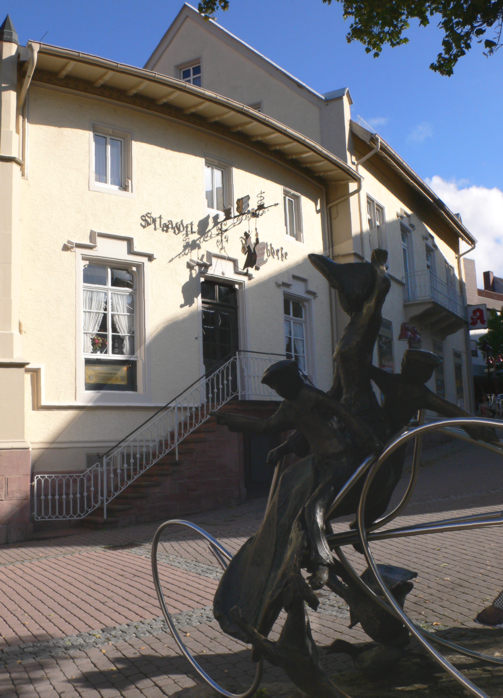
Il primo distributore di benzina del mondo a Wiesloch - una farmacia
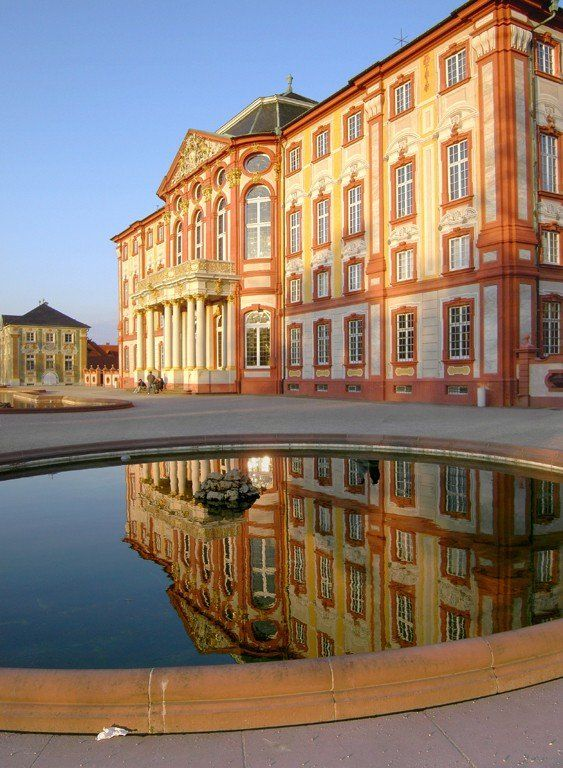
Il castello di Bruchsal
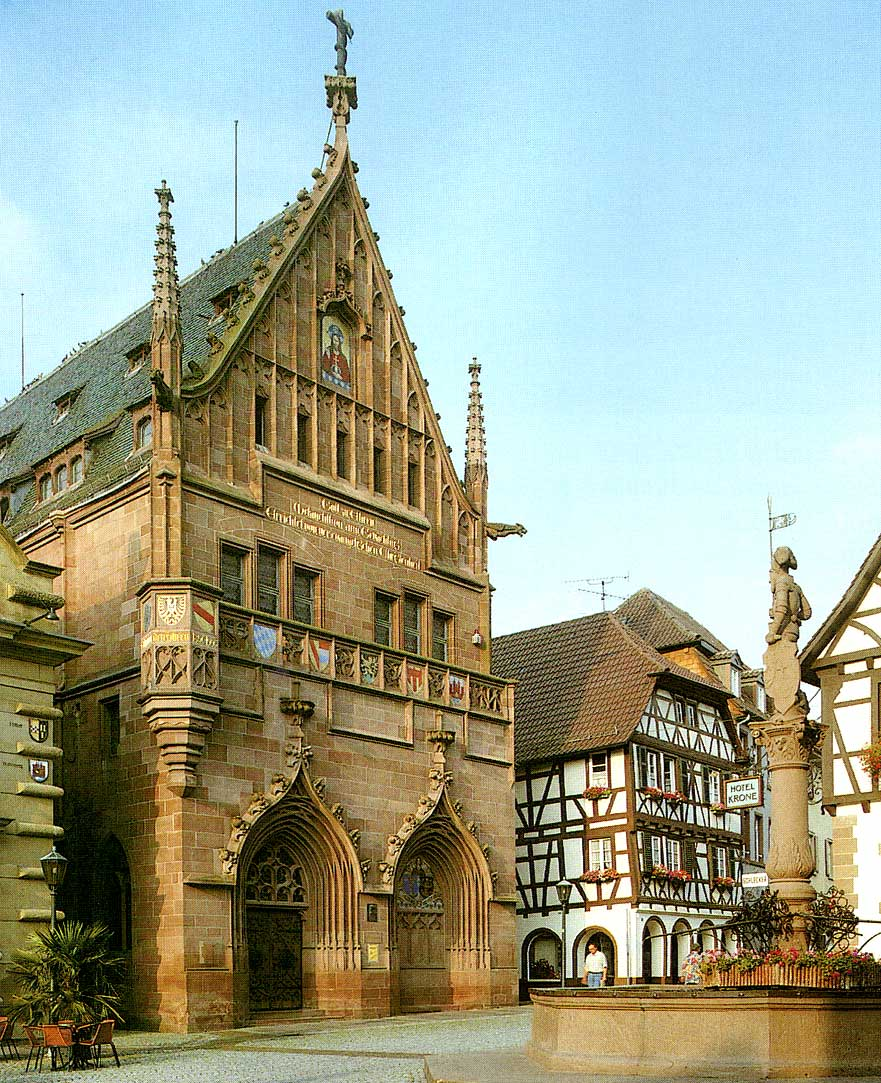
La piazza del Mercato di Bretten con la casa natale di Filippo Melantone
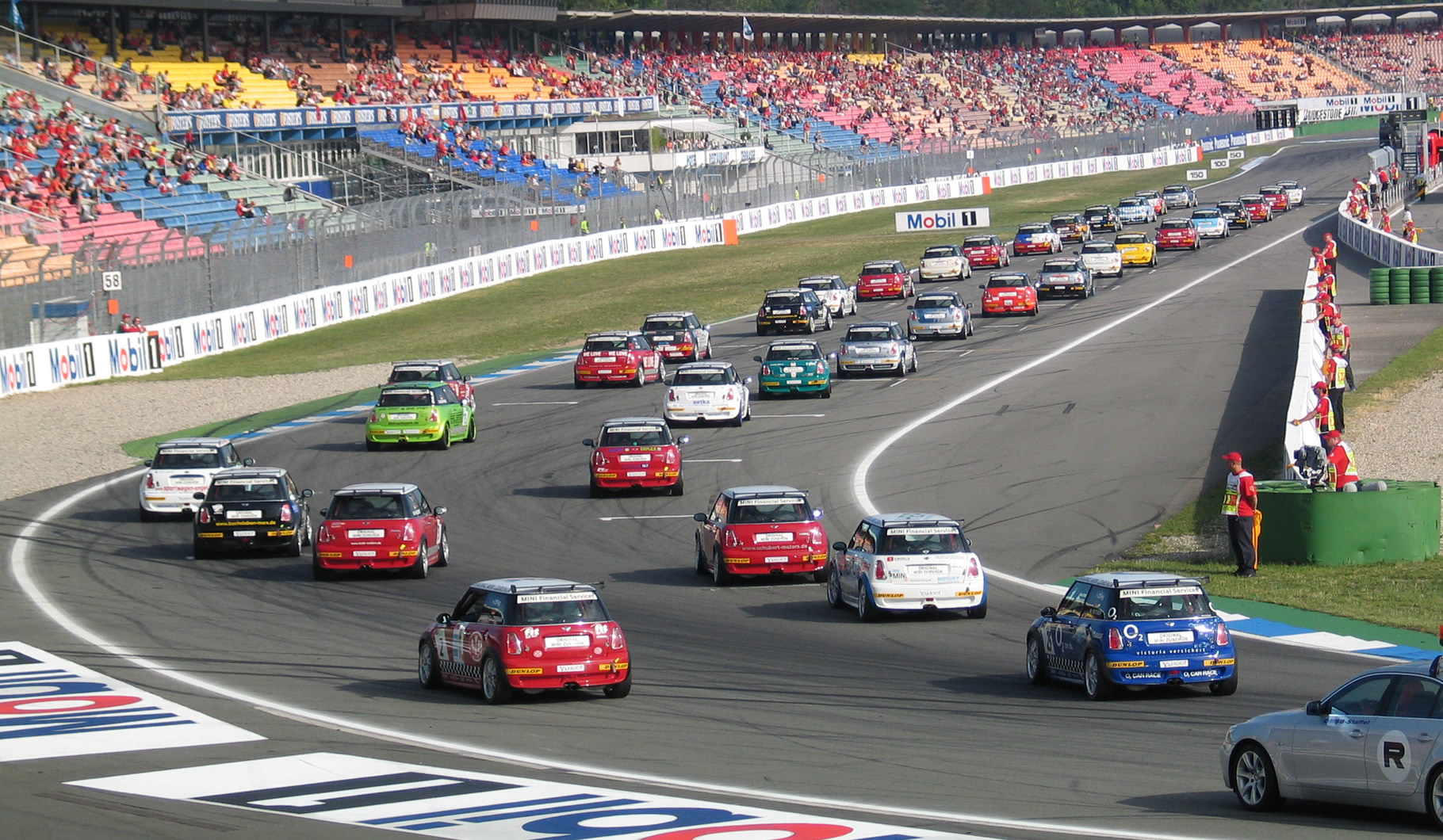
Hockenheimring
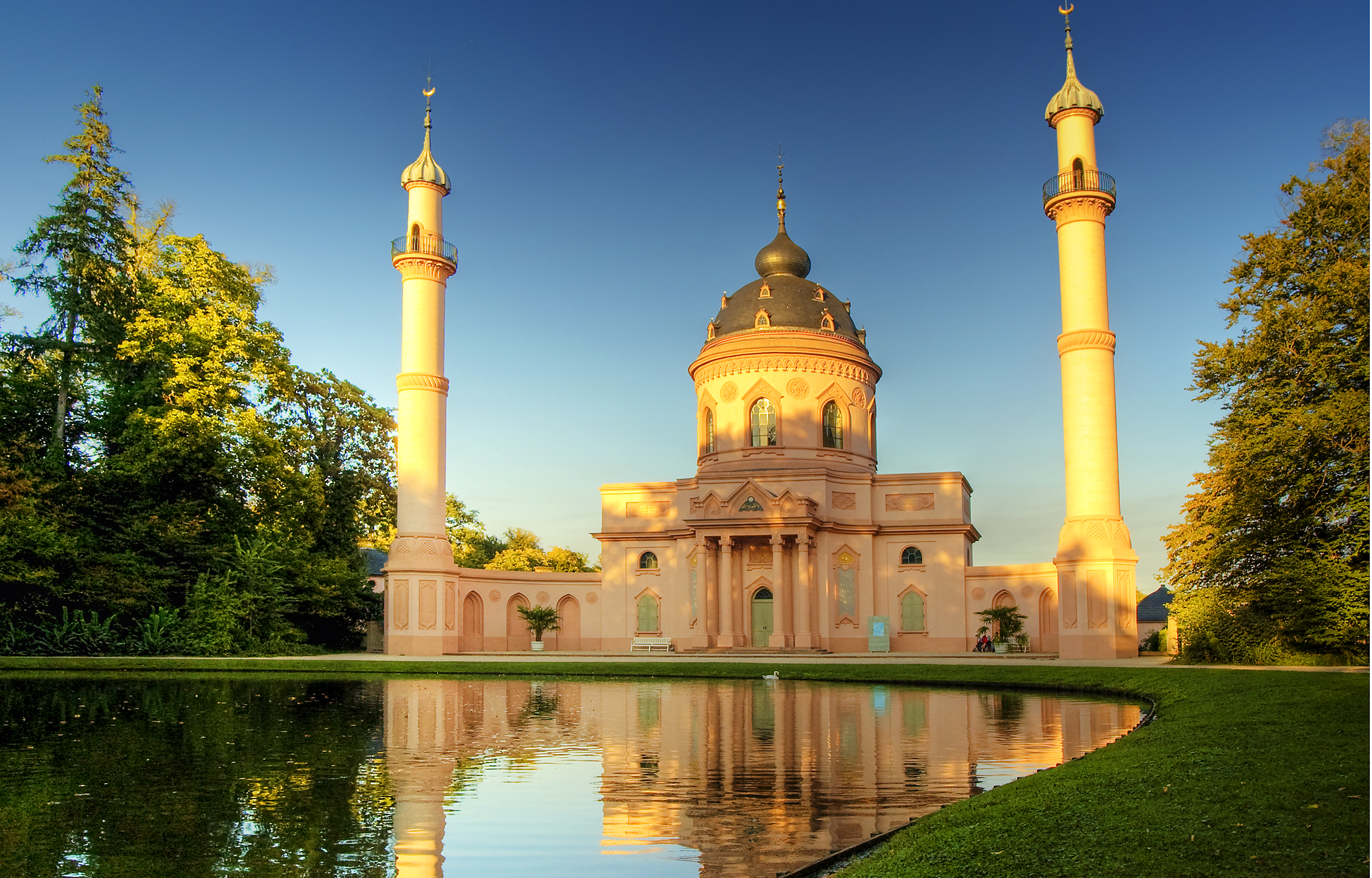
Moschea Rossa del castello di Schwetzingen